# Third Lanark Athletic Club
El Third Lanark Athletic Club fou un club de futbol escocès de la ciutat de Glasgow.
Va ser fundat el 12 de desembre de 1872 com una branca del 3rd Lanarkshire Rifle Volunteers, i fou membre fundador de la Scottish Football Association (SFA) el 1872 i la Scottish Football League (SFL) el 1890. Fou un destacat club a començament del segle xx, guanyant la lliga escocesa la temporada 1903–04 i la copa en dues ocasions, 1889 i 1905.
El 8 de gener de 1966, el Glasgow Herald anuncià que la direcció del club estava pensant en la possibilitat de moure el club a la ciutat d'East Kilbride i de vendre l'estadi Cathkin Park per a construir-hi vivendes. Finalment desaparegué el 1967.
El club ha jugat als següents estadis:
- 1872–1903: Cathkin Park
- 1903–1967: New Cathkin Park

## Palmarès
- Lliga escocesa de futbol:[4]
  - 1903–04
- Scottish Football League Division Two:
  - 1930–31, 1934–35
- Copa escocesa de futbol:[5]
  - 1888–89, 1904–05
- Glasgow Cup:
  - 1903, 1904, 1909, 1963